# Lijst van spelers van Western United FC
Deze lijst omvat voetballers die bij de Australische voetbalclub Western United FC spelen of gespeeld hebben. De spelers zijn alfabetisch gerangschikt.

## A
- Kwabena Appiah-Kubi
- Jonathan Aspropotamitis

## B
- Besart Berisha
- Max Burgess

## C
- Aaron Calver
- Josh Cavallo
- Connor Chapman

## D
- Alessandro Diamanti
- Oskar Dillon
- Andrew Durante

## G
- Ersan Gülüm

## H
- Brendan Hamill

## I
- Tomoki Imai
- Thiel Iradukunda

## J
- Dario Jertec

## K
- Panagiotis Kone
- Filip Kurto

## L
- Steven Lustica

## M
- Scott McDonald

## P
- Connor Pain
- Sebastian Pasquali
- Dylan Pierias

## R
- Josh Risdon

## S
- Jerry Skotadis
- Apostolos Stamatelopoulos

## U
- Tomislav Uskok

## Y
- Valentino Yuel